# Суворов, Михаил Васильевич
Михаил Васильевич Суворов — советский хозяйственный и государственный деятель, лауреат Государственной премии СССР за выдающиеся достижения в труде.

## Биография
Родился в 1926 году в деревне Осташево. Член КПСС.
Участник Великой Отечественной войны..
В 1950—1990 годах — машинист экскаватора Краснохолмской передвижной механизированной колонны N 11 объединения «Калининмелиорация».
За получение высоких урожаев риса, кукурузы, гречихи, сахарной свёклы и льна на основе внедрения прогрессивной технологии и передового опыта был в составе коллектива удостоен Государственной премии СССР за выдающиеся достижения в труде 1978 года.
Умер в Красном Холме в 1990 году.

## Награды
- Орден Ленина (14.04.1981)
- Орден Отечественной войны II степени (06.04.1985)
- Орден Трудового Красного Знамени (1972, 1986)